# Article VII de la Constitution des États-Unis
L'Article VII de la Constitution des États-Unis d'Amérique établit combien d'États doivent ratifier la constitution (9 états) pour que celle-ci entre en vigueur.

## Texte
« The Ratification of the Conventions of nine States, shall be sufficient for the Establishment of this Constitution between the States so ratifying the Same. »
« La ratification des conventions de neuf États sera suffisante pour l'établissement de la présente Constitution entre les États qui l'auront ainsi ratifiée. »

## Contexte
En 1788, quand le New Hampshire devint le neuvième état à ratifier la constitution, il restait encore la Virginie, New York, la Caroline du Nord et Rhode Island. Les débats pour obtenir la ratification de la Virginie (l'état le plus peuplé) et de l'état de New-York (le plus riche) furent difficiles à gagner pour les fédéralistes.
La constitution fut ratifiée par les états dans l'ordre suivant :